# MVP de la Serie Mundial de Béisbol

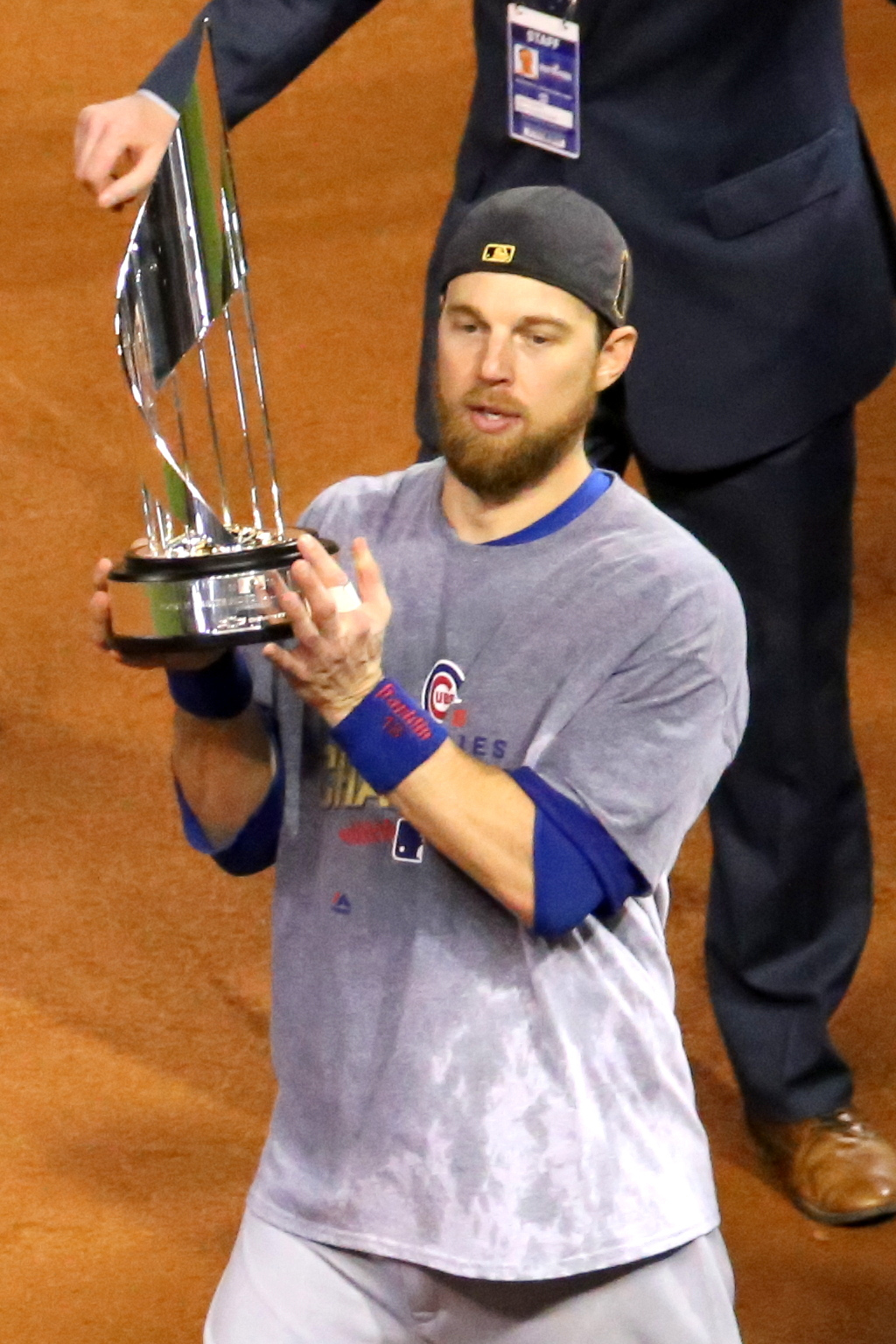
Ben Zobrist con el trofeo MVP de la Serie Mundial 2016

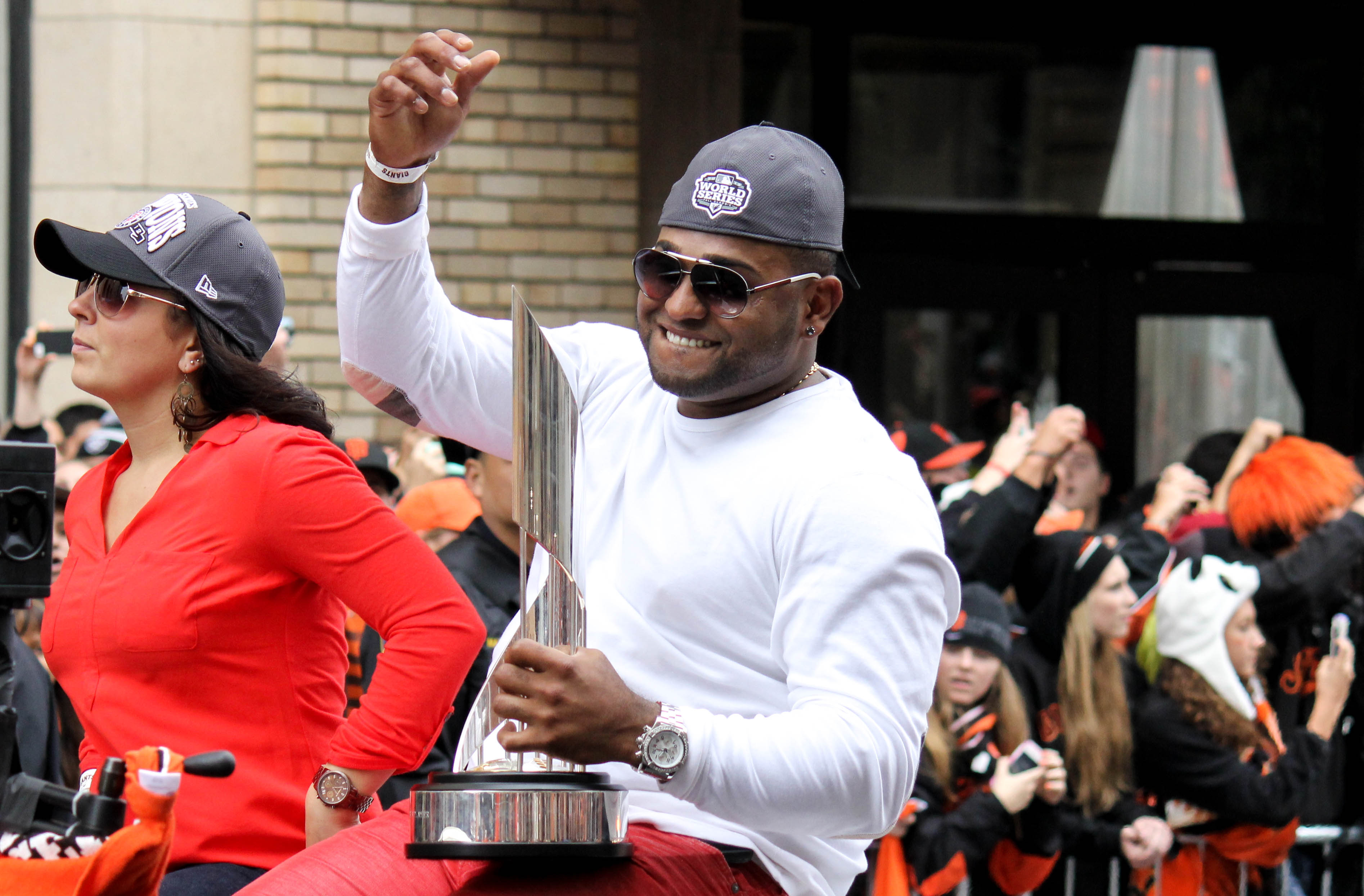
Pablo Sandoval, 2012 MVP Serie Mundial

El MVP de la Serie Mundial (World Series Most Valuable Player Award) es un premio otorgado anualmente al jugador más destacado de la Serie Mundial, la cual es la ronda final de la postemporada de las Grandes Ligas de Béisbol. El premio fue originalmente entregado por los editores de SPORT Magazine, pero ahora es decidido por una combinación de los miembros de la prensa y oficiales de las Grandes Ligas de Béisbol.
La serie sigue un formato de playoffs al mejor de siete partidos, y se produce después de la Series Divisionales y de la Series de Campeonatos ambas ligas. Es jugada por los ganadores de la Serie de Campeonato de la Liga Nacional y la Serie de Campeonato de la Liga Americana. Los campeones más reciente son Los Angeles Dodgers, que ganaron la Serie Mundial de 2024.
Lanzadores han sidos elegidos MVP de la Serie Mundial veintisiete veces; cuatro de ellos son relevista. Doce de los primeros catorce ganadores del premio fueron lanzadores; desde 1969 hasta 1986, Rollie Fingers (1974) y Bret Saberhagen (1985) fueron los únicos lanzadores en ganar el premio durante este periodo. Desde 1987 hasta 1991, todos los ganadores del premio fueron lanzadores, y desde 1995, los lanzadores han ganado el premio nueve veces. Bobby Richardson de los New York Yankees de 1960 es el único jugador en la historia de la Serie Mundial en ganar el premio estando en el equipo perdedor.

## Ganadores
|             | Jugador activo en las Grandes Ligas de Béisbol                                     |
|             | Miembro del Salón de la Fama del Béisbol                                           |
| Jugador (#) | Indica las veces que el jugador ha sido galardonado con el MVP de la Serie Mundial |

| Año  | Jugador                                    | Equipo                                     |
| ---- | ------------------------------------------ | ------------------------------------------ |
| 1955 | Johnny Podres                              | Brooklyn Dodgers                           |
| 1956 | Don Larsen                                 | New York Yankees                           |
| 1957 | Lew Burdette                               | Milwaukee Braves                           |
| 1958 | Bob Turley                                 | New York Yankees                           |
| 1959 | Larry Sherry                               | Los Angeles Dodgers                        |
| 1960 | Bobby Richardson                           | New York Yankees†                          |
| 1961 | Whitey Ford                                | New York Yankees                           |
| 1962 | Ralph Terry                                | New York Yankees                           |
| 1963 | Sandy Koufax                               | Los Angeles Dodgers                        |
| 1964 | Bob Gibson                                 | St. Louis Cardinals                        |
| 1965 | Sandy Koufax (2)                           | Los Angeles Dodgers                        |
| 1966 | Frank Robinson                             | Baltimore Orioles                          |
| 1967 | Bob Gibson (2)                             | St. Louis Cardinals                        |
| 1968 | Mickey Lolich                              | Detroit Tigers                             |
| 1969 | Donn Clendenon                             | New York Mets                              |
| 1970 | Brooks Robinson                            | Baltimore Orioles                          |
| 1971 | Roberto Clemente                           | Pittsburgh Pirates                         |
| 1972 | Gene Tenace                                | Oakland Athletics                          |
| 1973 | Reggie Jackson                             | Oakland Athletics                          |
| 1974 | Rollie Fingers                             | Oakland Athletics                          |
| 1975 | Pete Rose                                  | Cincinnati Reds                            |
| 1976 | Johnny Bench                               | Cincinnati Reds                            |
| 1977 | Reggie Jackson (2)                         | New York Yankees                           |
| 1978 | Bucky Dent                                 | New York Yankees                           |
| 1979 | Willie Stargell                            | Pittsburgh Pirates                         |
| 1980 | Mike Schmidt                               | Philadelphia Phillies                      |
| 1981 | Ron Cey                                    | Los Angeles Dodgers                        |
| 1981 | Pedro Guerrero                             | Los Angeles Dodgers                        |
| 1981 | Steve Yeager                               | Los Angeles Dodgers                        |
| 1982 | Darrell Porter                             | St. Louis Cardinals                        |
| 1983 | Rick Dempsey                               | Baltimore Orioles                          |
| 1984 | Alan Trammell                              | Detroit Tigers                             |
| 1985 | Bret Saberhagen                            | Kansas City Royals                         |
| 1986 | Ray Knight                                 | New York Mets                              |
| 1987 | Frank Viola                                | Minnesota Twins                            |
| 1988 | Orel Hershiser                             | Los Angeles Dodgers                        |
| 1989 | Dave Stewart                               | Oakland Athletics                          |
| 1990 | José Rijo                                  | Cincinnati Reds                            |
| 1991 | Jack Morris                                | Minnesota Twins                            |
| 1992 | Pat Borders                                | Toronto Blue Jays                          |
| 1993 | Paul Molitor                               | Toronto Blue Jays                          |
| 1994 | Cancelada debido a la huelga de jugadores. | Cancelada debido a la huelga de jugadores. |
| 1995 | Tom Glavine                                | Atlanta Braves                             |
| 1996 | John Wetteland                             | New York Yankees                           |
| 1997 | Liván Hernández                            | Florida Marlins                            |
| 1998 | Scott Brosius                              | New York Yankees                           |
| 1999 | Mariano Rivera                             | New York Yankees                           |
| 2000 | Derek Jeter                                | New York Yankees                           |
| 2001 | Randy Johnson                              | Arizona Diamondbacks                       |
| 2001 | Curt Schilling                             | Arizona Diamondbacks                       |
| 2002 | Troy Glaus                                 | Anaheim Angels                             |
| 2003 | Josh Beckett                               | Florida Marlins                            |
| 2004 | Manny Ramírez                              | Boston Red Sox                             |
| 2005 | Jermaine Dye                               | Chicago White Sox                          |
| 2006 | David Eckstein                             | St. Louis Cardinals                        |
| 2007 | Mike Lowell                                | Boston Red Sox                             |
| 2008 | Cole Hamels                                | Philadelphia Phillies                      |
| 2009 | Hideki Matsui                              | New York Yankees                           |
| 2010 | Édgar Rentería                             | San Francisco Giants                       |
| 2011 | David Freese                               | St. Louis Cardinals                        |
| 2012 | Pablo Sandoval                             | San Francisco Giants                       |
| 2013 | David Ortiz                                | Boston Red Sox                             |
| 2014 | Madison Bumgarner                          | San Francisco Giants                       |
| 2015 | Salvador Pérez                             | Kansas City Royals                         |
| 2016 | Ben Zobrist                                | Chicago Cubs                               |
| 2017 | George Springer                            | Houston Astros                             |
| 2018 | Steve Pearce                               | Boston Red Sox                             |
| 2019 | Stephen Strasburg                          | Washington Nationals                       |
| 2020 | Corey Seager                               | Los Angeles Dodgers                        |
| 2021 | Jorge Soler                                | Atlanta Braves                             |
| 2022 | Jeremy Peña                                | Houston Astros                             |
| 2023 | Corey Seager (2)                           | Texas Rangers                              |
| 2024 | Freddie Freeman                            | Los Angeles Dodgers                        |